# Gemenskap
Gemenskap, även närsamhälle, betecknar en grupp som samlas kring en eller flera gemensamma nämnare. Gemenskapen kan ha sin grund kring sådant som geografisk närhet (lokalsamhälle/grannskap), släktband, intressen, identitet och andlighet (till exempel ett trossamfund).
Gemenskapen kan vara icke-formaliserad (till exempel en släkt eller ett grannskap) eller formaliserad (till exempel en släktförening eller ett byalag). För formaliserade gemenskaper gäller att de ofta organiserar sig i form av en förening eller samfund.
Inom brittisk sociologisk tradition är begreppet community (gemenskap/närsamhälle) viktigt och används som komplement och motsats till society (storsamhälle/riksnivå). Den tyska sociologiska traditionens  gemeinschaft och gesellschaft har i princip samma betydelse.